# Dorothy Campbell

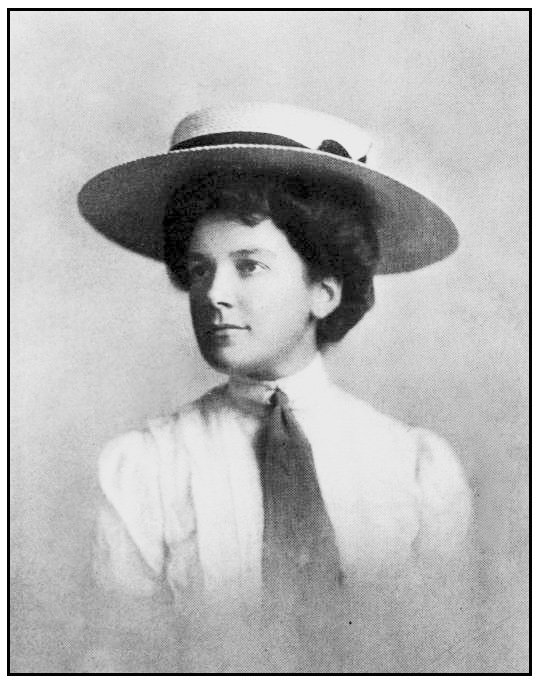
Dorothy Campbell

Dorothy Iona Campbell (* 24. März 1883 in North Berwick, Schottland; † 20. März 1945 in Yemassee, South Carolina) war die erste international dominierende Golferin.
Dorothy Campbell wurde in eine schottische Golferfamilie geboren und besuchte so schon früh verschiedene Golfclubs. Sie war die erste Frau, die sowohl die United States Women's Amateur Golf Championship, die British Ladies Amateur Golf Championship und die Canadian Women's Amateur Golf Championship gewann.
Im Laufe ihrer Karriere gewann sie elf nationale Amateurmeisterschaften in den USA, Kanada, Schottland und England, der letzte im Jahre 1924 im Alter von 41 Jahren. Nachdem sie 1910 nach Kanada übergesiedelt war, wurden bereits 1913 die USA ihre neue Heimat. Im selben Jahr heiratete sie dort Jack V. Hurd, weshalb sie einige ihrer Siege auch als Mrs J.V. Hurd oder als Dorothy Hurd errang. Die Ehe wurde 1923 wieder geschieden. 1937 heiratete sie erneut. Aber auch die Ehe mit Edward Howe wurde 1943 wieder geschieden. In ihren letzten Lebensjahren war sie aufgrund ihrer erneuten Hochzeit als Dorothy Howe bekannt. Dorothy Cambell verstarb 1945, als ihr Fahrzeug beim Überqueren eines Bahnübergangs bei Yemassee in South Carolina mit einem Zug kollidierte.
1978 wurde sie in die World Golf Hall of Fame aufgenommen.

## Ihre wichtigsten Titel
- 1905 – Scottish Ladies Championship
- 1906 – Scottish Ladies Championship
- 1908 – Scottish Ladies Championship
- 1909 – United States Women's Amateur Golf Championship, British Ladies Amateur Golf Championship
- 1910 – U.S. Women's Amateur, Canadian Ladies Open
- 1911 – British Ladies Amateur Golf Championship, Canadian Ladies Open
- 1912 – Canadian Women's Amateur Golf Championship
- 1918, 1920, 1921 – North and South Women's Amateur Golf Championship
- 1924 – United States Women's Amateur Golf Championship
- 1938 – U.S. Women's Senior Championship